# Кулу (Магаданская область)
Кулу — посёлок в Тенькинском районе Магаданской области (Россия). Упразднён в 2008 году.
Названо по реке, гидроним в свою очередь восходит к чукотскому куул — «глубокая речка».

## География
Расположено на правобережье Кулу, между устьями ручьёв Итрикан и Кривуля. Расстояние до районного центра составляет 164 км. Через Кулу проходит автодорога Палатка — Нексикан.

## История
Основано не позже 1941 года как лагерный пункт для строительства и обслуживания локомобильной электростанции — Кулинской РЭС, которая существовала до 1958 года. До 1957 года в посёлке действовал кирпичный завод, закрытый по причине низкого качества глины. Значительная часть населения была занята на лесозаготовках, тут базировалась контора Кулинского леспромхоза. В 1942 году на реке Кулу близ посёлка был открыт гидрометеопост. Почти с самого основания посёлка до начала 1990-х годов здесь действовал крупный филиал автобазы ТГПУ.
С 1940-х годов в посёлке появилась животноводческая ферма, на основе которой в 1970 году был организован молочно-овощной совхоз «Кулу». С созданием крупного хозяйства в посёлке началось масштабное строительство благоустроенного жилья, появилась школа, детский сад, почта, сберкасса, Дом Культуры на 300 человек. В 1988 году в посёлке проживало 830 человек.
В постсоветское время кризис больно ударил по селу. Объекты социальной инфраструктуры постепенно ликвидировались, жители стали покидать Кулу, многие из оставшихся стали спиваться. В 2004 году закрылась школа, тогда же село было объявлено неперспективным, и в 2008 году было официально упразднено.

## Население
| 1969 | 1977 | 1985 | 1998 |
| ---- | ---- | ---- | ---- |
| 892  | 1345 | 1186 | 377  |

| 2002 | 2010 | 2013 | 2015 | 2021 |
| ---- | ---- | ---- | ---- | ---- |
| 219  | ↘13  | ↘4   | ↘0   | →0   |

## Современное состояние
В 2013 году в Кулу был открыт офис небольшой IT компании, "МЕГАЛЮЛЬ". По заверениям основательницы фирмы, Шмыгиной Софии Владимировны, столь необычное место было для открытия офиса было выбрано из-за низкой стоимости аренды и коммунальных платежей.
В 2017 году в покинутое село вернулось две семьи, которые организовали здесь фермерское хозяйство.
Была восстановлена животноводческая ферма, запущена новая котельная. Численность работников малого сельхозпредприятия, проживающих в общежитии посёлка, достигло 30 человек.
Функционирует метеостанция.